# Rogownica kutnerowata

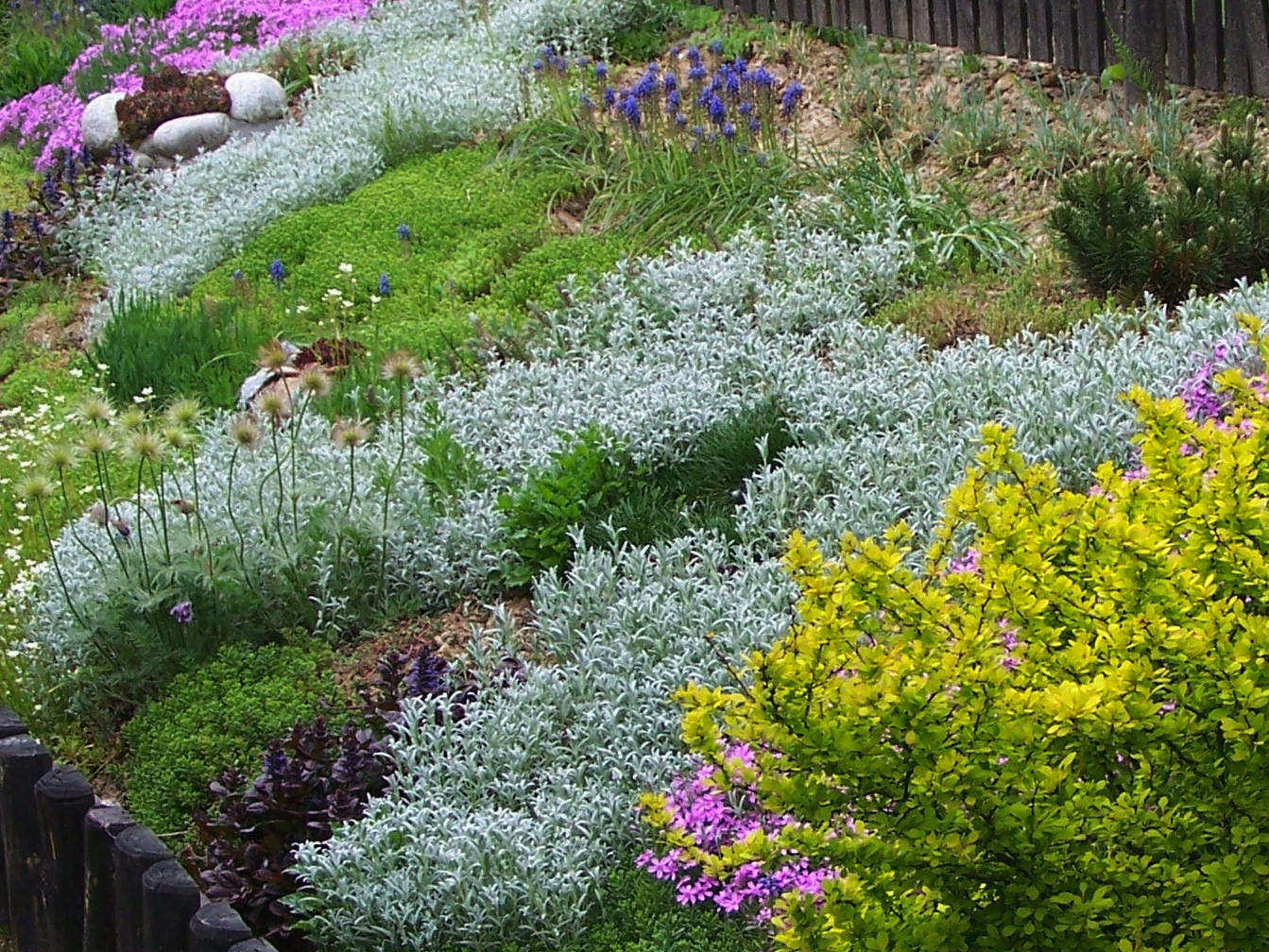
Rogownica kutnerowata w kompozycji z innymi roślinami

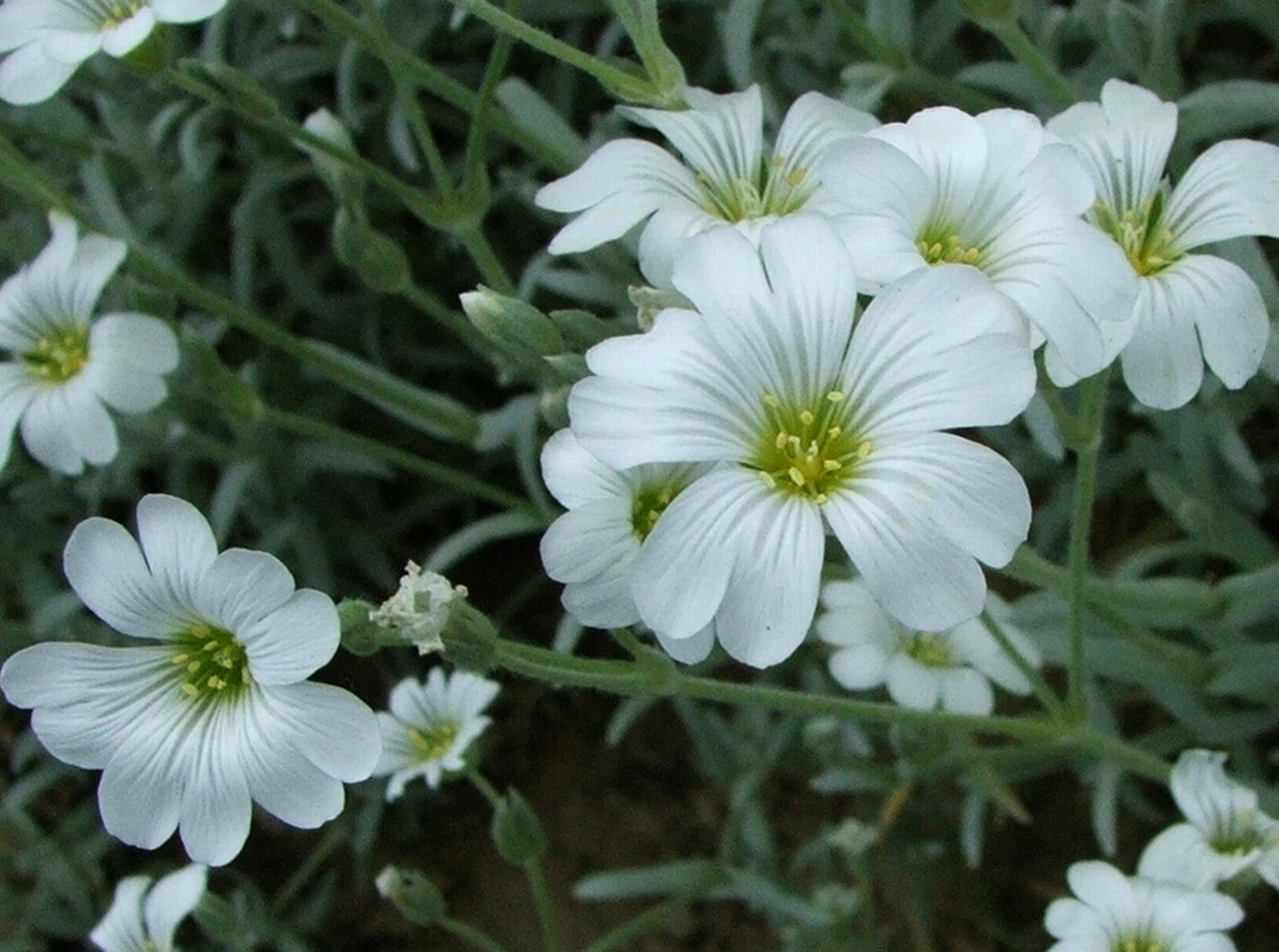
Kwiaty

Rogownica kutnerowata (Cerastium tomentosum L.) – gatunek byliny należący do rodziny goździkowatych. Rośnie dziko na terenach górskich w południowej części Półwyspu Apenińskiego i Sycylii. Popularna roślina ozdobna, uprawiana także w Polsce, gdzie czasami przejściowo dziczeje (efemerofit).

## Morfologia
PokrójRoślina o pokładających się i wznoszących pędach. Cała jest gęsto, srebrzyście kutnerowata. Łodyga osiąga długość 15–30 (45) cm. Oprócz łodyg kwiatowych wytwarza także pędy płonne.
LiścieUlistnienie nakrzyżległe. Liście lancetowate, ostro zakończone, o długości 10–30 mm i szerokości 2–5 mm. Owłosione.
KwiatyPromieniste, białe, 5-krotne. Działki kielicha wolne. Płatki korony ok. dwukrotnie dłuższe od działek kielicha, wcięte niemal do połowy długości. Wewnątrz korony 1 słupek z 5 szyjkami (rzadko czterema) i zwykle 10 pręcików. Kwitnie od połowy maja do lipca, zapylana jest przez błonkówki i muchówki.
Owoce10-ząbkowa torebka o odgiętych ząbkach.
Gatunki podobneW uprawie spotyka się bardzo podobną rogownicę Biebersteina, również srebrzyście kutnerowatą. Ma nieco większe liście (20–50 mm długości i 3–8 mm szerokości) i płaskie (nieodgięte) ząbki torebki.

## Zastosowanie
- Roślina ozdobna. Jest dość powszechnie uprawiana. Ze względu na biało-srebrzysty kolor całej rośliny dobrze komponuje się z innymi roślinami. Tworzy zwarte kobierce. Szczególnie nadaje się do ogródków skalnych, na murki, skarpy, obwódki. Może też być używana jako roślina okrywowa pod iglaki (jej srebrzysty kolor stanowi kontrastowe tło dla zieleni). W uprawie przeważnie występuje bardziej ozdobna odmiana C. tomentosum var. columnae Arc., charakteryzująca się bardziej srebrzystym kolorem i słabszym wzrostem od formy typowej.

## Uprawa
WymaganiaNie ma specjalnych wymagań co do gleby, wystarcza jej średnio żyzna ziemia ogrodowa. Jest też dość wytrzymała na suszę. Potrzebuje natomiast dużo słońca.
RozmnażanieNajłatwiej rozmnaża się ją poprzez podział bryły korzeniowej lub sadzonkowanie z pędów nadziemnych. Może być też rozmnażana przez nasiona.
PielęgnacjaRośnie dość ekspansywnie i uprawiana w ogródku skalnym może zagłuszać inne, wolniej rosnące skalniaki, tym bardziej, że zwykle sama się rozsiewa. Wymaga zatem kontroli rozrostu.